# Кокран, Рой
Лерой Брэкстон Кокран (англ. LeRoy Braxton Cochran; 6 января 1919, Ричтон, Миссисипи — 26 сентября 1981, Гиг-Харбор, Вашингтон) — американский легкоатлет, который специализировался в беге с барьерами.

## Биография
Выпускник Университета Южной Калифорнии.
Двукратный олимпийский чемпион в беге на 400 метров с барьерами и в эстафете 4×400 метров (1948). Экс-рекордсмен мира в беге на 440 ярдов с барьерами (1942).